# Баладжары
Баладжа́ры (азерб. Biləcəri) — посёлок городского типа (с 1936 года) на Апшеронском полуострове в Азербайджане. Входит в Бинагадинский район города Баку, где проходит крупный железнодорожный узел.

## История

### Этимология названия
Советско-азербайджанский историк С. Ашурбейли относила топоним Баладжары (Биледжары) к тюркским элементам. Возможно название Баладжары происходит от наименования одного из племён хазарского племенного союза — баланджаров.
Во второй половине XIX века Баладжары состояли из 100 дворов. Исторические мэхэллэ носили названия: Куллук усту, Гумлар, Хусейн-Верди, Мухаммед-Керимли, Эмирли.
До прихода советской власти в Баладжарах существовал церковный приход. В дальнейшем здание церкви было отдано для хлебопекарни.
С 20 августа 1942 года до 3 октября 1942 года на станции Баладжары в военном городке располагалась 15-я танковая бригада.

## Население
По статистическим данным 1893 года, этнический состав Баладжары составляли таты.
По переписи 1959 года в Баладжарах проживало 12 467 человек, в 1979 — 24 205, в 1989 году — 30 498 жителей.

## Достопримечательности
Баладжарская мечеть — возведена в 1656/1659 годах.

## Известные уроженцы
- Нагиев, Муса — миллионер, нефтепромышленник и меценат.
- Мансуров, Борис Владимирович (1902—1961) — советский военачальник, генерал-майор.
- Эйбатов, Ага Рза Камилович (1918-1998)-советский азербайджанский железнодорожник, Герой Социалистического Труда (1966).